# Ручкин, Алексей Фёдорович
Алексе́й Фёдорович Ру́чкин (1903, село Кулики, Тамбовская губерния — январь 1975, пос. Кубово, Карельская АССР, похоронен в г. Шацк, Рязанской обл.) — начальник Управления НКВД по Мурманской области, генерал-майор (1945).

## Биография

### Ранние годы
Родился в семье русского крестьянина, рано увлёкся социал-демократическими идеями.
Окончил сельскую школу, 1 курс учительской семинарии.
С 1919 в РККА, был призван, как грамотный товарищ, писарем в 17 лет в ЧОН, участник Гражданской войны.
В РКП(б) с 1920 года. Окончил Московские пехотные курсы РККА, Высшую партийную школу при политотделе 9-й армии в 1920-х годах.
Участник подавления антоновского мятежа в Тамбовской губернии.
С 1921 года на советской и партийной работе в родном уезде, в Рязанской губернии. Помощник уполномоченного политбюро ЧК, секретарь орготдела Шацкого уездного комитета РКП(б), член, а позже и председатель Тарадеевского волисполкома, районный уполномоченный, затем уездный уполномоченный ГПУ в Шацке, инструктор-ревизор Шацкого уездного исполкома, секретарь прокуратуры, народный следователь Рязанского губернского суда, инспектор УГРО Сасовской уездной милиции.
С 1925 до 1926 в РККА рядовой, курсант полковой школы 142-го стрелкового полка 48-й стрелковой дивизии в Ржеве с 1925 до 1926. В это время его замечают сотрудники Особого отдела (ОО) дивизии и привлекают к работе сначала помощником уполномоченного Особого отдела дивизии, затем уполномоченным отдела. Хорошо зарекомендовавшего себя сотрудника руководство Особого отдела рекомендовало для поступления в Высшую пограничную школу.

### Борьба с экономическими преступлениями
После окончания ВПШ в 1929 году Алексей Фёдорович начал работать в Москве, специализовался на борьбе с экономическими преступлениями, диверсиями и вредительством в народном хозяйстве. С 1932 года — ответственный сотрудник центрального аппарата ОГПУ — ГУГБ НКВД СССР, где молодой офицер поднялся до должности начальника 1 отделения 2 отдела (курировал тяжёлую промышленность и машиностроение) Главного экономического управления НКВД СССР.

### Оборона Мурманска
Начальник УНКВД Мурманской области с 4 июня 1940 года по 31 января 1944. В это время работа велась по двум главным направлениям. Согласно директиве НКВД СССР № 0110 от 7 сентября 1940 года «О мерах по улучшению качества информации», готовились и направлялись секретарю областного комитета ОК ВКП(б) внеочередные донесения о чрезвычайных происшествиях и угрозах государству; обзоры состояния экономического положения промышленности области, информация о вскрытых там хищениях и схемах их осуществления. Вторая часть работы касалась информации, поступающей из-за рубежа, поскольку летом 1940 года немцы уже оккупировали Норвегию, сосредоточив в приграничных с Советским Союзом районах Финляндии армию «Норвегия»: девять пехотных, две горно-егерские дивизии и бригаду СС «Север» — более ста тысяч солдат. Участились случаи проникновения на территорию Мурманской области разведгрупп с норвежской и финской стороны, которым противодействовала созданная сотрудниками УНКВД Мурманской области совместно с норвежскими патриотами в приграничной губернии Финнмарк разведывательная сеть, которая действовала и во время Великой Отечественной войны.
Под его руководством готовились советско-норвежские разведгруппы для фиксации расположения войск в Норвегии, партизанские соединения. Благодаря полученным от них данным было уничтожено от 80 до 120 немецких военных кораблей. Уже перед началом войны А. Ф. Ручкин координировал составление планов организации работы в «особый период», продолжая подготовку проникновения на объекты основного и промежуточного разведывательного интереса. Эта работа велась совместно с разведотделом Северного флота, которому нужна была информация о состоянии береговых укреплений, гаваней, движении судов, об аэродромах и оборонительных сооружениях противника на берегу, передвижении войск.
21 июня 1941 года была замечена спешная переброска двух горнострелковых дивизий вермахта, артиллерии и автотранспорта через Киркенес и Петсамо к советско-финской границе. Информация об этом была направлена в Москву, а также командующему Северным флотом адмиралу Головко и командующему 14-й армией генералу Фролова. 22 июня вражеская авиация совершила налёты на пограничные заставы № 2, 3, 4 и 6 Мурманской области. 29 июня началась наземная операция на Кольском полуострове, которую частям РККА удалось остановить в ходе тяжёлых двухмесячных боёв. Была обеспечена свобода действий Северного флота в Баренцевом и Белом морях, в том числе защита северных конвоев, и функционирование Кировской железной дороги.
Чекисты Мурманской области, в соответствии с директивой НКГБ СССР № 127/5809, датированной 9 часами 10 минутами утра 22 июня 1941 года, привели в мобилизационную готовность весь оперативный аппарат (планы в опечатанных конвертах хранились в сейфах начальников всех подразделений). Была дополнительно усилена охрана важнейших промышленных предприятий, железнодорожных узлов, мостов, банков и других важных объектов, в военном режиме начали работать милиция и пожарная охрана.
8 июля 1941 года А. Ф. Ручкин подписал директиву о создании истребительных отрядов, а также отрядов народного ополчения в каждом населённом пункте, на предприятиях и в учреждениях, которые должны были выявлять и ликвидировать десанты врага, выявлять подозрительных лиц и контрреволюционную активность, охранять важнейшие промышленные объекты, линии железной дороги и связи, предотвращать на этих объектах проведение диверсий. К концу августа такие подразделения были сформированы, в них в основном влились коммунисты и комсомольцы.
С января 1942 года началась подготовка командиров, радистов, подрывников для партизанских отрядов. 18 июля 1942 г. управлением НКВД было завершено и утверждено на заседании бюро обкома создание двух партизанских отрядов для ведения диверсионной и разведывательной деятельности в тылу врага: «Советский Мурман» и «Большевик Заполярья» в составе 120 человек. С 1942 по 1944 годы они совершили десятки рейдов на территорию противника, уничтожали живую силу, коммуникации и склады с боеприпасами, добывали разведсведения.
В 1942—1943 годах, особенно в зимний период, в порту скапливалось большое количество доставленной от союзников техники, взрывчатых веществ, продовольствия и материалов для Красной Армии. УНКВД курировало вопросы безопасности в порту и охрану грузов, предотвращая возможные диверсии и ЧП, контролируя состав бригад, работающих на разгрузке военной техники. Из них были исключены все обрусевшие немцы, ранее судимые по антисоветским и контрреволюционным статьям (58-я, а также бандитизм), бывшие кулаки.
Алексей Фёдорович Ручкин входил в Мурманский городской комитет обороны, курируя пожарную часть, исправительно-трудовые лагеря, их снабжение и объекты, которые строили заключённые, иностранцев, находившихся на территории области, а также милицию в порту, работавшую круглосуточно сменами по 12 часов.
С 1941 по 1944 годы финны вместе с германскими разведслужбами разработали на Карельском и Ленинградском фронтах операции «Кемаль», «Карелия», «Ревматизм» и другие с целью совершения диверсий на Мурманской и Обозерской железных дорогах, маяков на советском побережье Ладожского озера и Финского залива. Все они потерпели поражение и были вовремя раскрыты чекистами.
Секретарь Мурманского обкома партии М. И. Старостин в первые годы войны критиковал А. Ф. Ручкина, принимал доносы его подчинённых и даже пытался жаловаться на него руководству НКВД. Тем не менее в феврале 1943 года А. Ф. Ручкину было присвоено звание комиссара госбезопасности, в мае он вторично был утверждён в должности начальника Мурманского УНКГБ, а в июне награждён за боевые заслуги первым орденом Красного Знамени.

### «Человек Берии»
В январе 1944 года А. Ф. Ручкина по состоянию здоровья переводят из Мурманской области в Татарскую АССР, где назначают наркомом (министром) госбезопасности. В том же году его наградили вторым орденом Красного Знамени.
В 1945 году в связи со сменой воинских званий в РККА ему было присвоено звание генерал-майора. В 1946 году он был избран депутатом Верховного Совета СССР 2-го созыва (1946—1950).
С 1947 он заместитель министра ГБ Белорусской ССР, в 1948 году награждён орденом Трудового Красного Знамени.
В 1951—1953 годах — министр ГБ Чувашской АССР, где зарекомендовал себя положительно.
После смерти И. В. Сталина 5 марта 1953 года прошёл Пленум ЦК КПСС, где Л. П. Берия был назначен первым заместителем председателя Совета Министров СССР и министром внутренних дел СССР. Образованное под его началом министерство объединило ранее существовавшее МВД и Министерство государственной безопасности. В борьбе за власть с Н. С. Хрущёвым и Г. М. Маленковым Л. П. Берия опирался на силовые ведомства, поставив в руководящие структуры проверенных людей, в число которых попал и А. Ф. Ручкин, внёсший в годы работы в Мурманской области большой вклад в оборонную промышленность, которую курировал Берия. 19 марта 1953 года были сменены руководители МВД всех союзных республик и большинства регионов РСФСР. Назначенные руководители произвели смену кадров среднего звена.
Именно тогда А. Ф. Ручкин был назначен начальником УМВД крупной Ростовской области. Однако после ареста Берии Ручкина отозвали в Москву, где до октября он находился в распоряжении управления кадров МВД СССР. В ноябре его направили в Минеральный лагерь (пос. Инта, Коми АССР) заместителем начальника по оперативной работе и режиму, где он работал до июня 1954 года, когда его отправили в отставку. После двух месяцев попыток получить новую работу в Москве Ручкин уехал в Шацк. Там он возглавил Шацкий горкомхоз, где проработал до мая 1955 года.
3 января 1955 года постановлением Совета Министров СССР № 9-4сс был лишён звания генерал-майора «как дискредитировавшего себя за время работы в органах… и недостойного в связи с этим высокого звания генерала». Никаких данных о причине такого решения в личном деле генерала нет. Департамент по обеспечению деятельности Архива Президента Российской Федерации в ответ на запрос по этому поводу указал, что постановление принято по представлению МВД СССР и КГБ СССР, которого не удалось обнаружить ни в Центральном архиве ФСБ России, ни в других архивах. По «делу Берии» были осуждены и приговорены к расстрелу или длительным срокам тюремного заключения десятки высших должностных лиц госбезопасности и МВД, в том числе девять министров внутренних дел союзных республик, не менее 100 генералов и полковников были лишены званий и/или наград и уволены из органов с той же формулировкой, что и генерал-майор А. Ф. Ручкин. Из партии Алексей Фёдорович не был исключён. Такая же судьба постигла других опытных чекистов: генерал-лейтенантов Б. П. Обручникова и П. А. Судоплатова, генерал-майоров Н. И. Эйтингона, С. Ф. Емельянова. Ничего компрометирующего, кроме работы с «врагами народа» Берией и Цанавой, Ручкину инкриминировать не удалось.

### В отставке
С мая 1955 до ноября 1963 года работал в родном Шацком районе: председателем межколхозного строительства Борковской ГЭС; директором Новодеревенского совхоза, управляющим фермой совхоза «Онежский». В 1961 году переехал в места молодости, в Карелию. Заведовал подсобными хозяйствами Кривецкого и Кубовского леспромхозов Пудожского района, работал мастером нижнего склада Кубовского леспромхоза.
Скончался в посёлке Кубово в 1975 году, завещал похоронить себя на родине.

## Звания
- старший лейтенант ГБ, 11.12.1935;
- капитан ГБ, 07.06.1939;
- майор ГБ, 16.06.1940;
- комиссар ГБ, 14.02.1943;
- генерал-майор, 09.07.1945[8].

## Награды
- знак «Почётный работник ВЧК—ГПУ (XV)», 31.08.1937;
- орден «Знак Почёта», 26.04.1940;
- орден Красного Знамени, 20.06.1943;
- орден Красного Знамени, 03.11.1944;
- орден Трудового Красного Знамени, 30.12.1948;
- орден Ленина;
- орден Красной Звезды.